# Logan Pletz
Logan Pletz (Regina, 7 novembre 2000) è un biatleta canadese.

## Biografia
Logan Pletz, attivo dalla stagione 2018-2018, ha esordito in Coppa del Mondo l'8 gennaio 2023 a Pokljuka in staffetta mista individuale (23º) e ai Campionati mondiali a Oberhof 2023, dove si è classificato 64º nell'individuale, 94º nella sprint e 11º nella staffetta; ai Mondiali di Nové Město na Moravě 2024 si è piazzato 83º nell'individuale, 86º nella sprint e 19º nella staffetta e a quelli di Lenzerheide 2025 65º nell'individuale, 89º nella sprint, 17º nella staffetta e 20º nella staffetta mista. Non ha preso parte a rassegne olimpiche.